# (31503) Jessicahong
1999 CH72 (asteroide 31503) é um asteroide da cintura principal. Possui uma excentricidade de 0.18940080 e uma inclinação de 5.65161º.
Este asteroide foi descoberto no dia 12 de fevereiro de 1999 por LINEAR em Socorro.